# Athripsodes fulvicornis
Athripsodes fulvicornis là một loài Trichoptera trong họ Leptoceridae. Chúng phân bố ở miền Cổ bắc.